# Ilex euryoides
Ilex euryoides är en järneksväxtart som beskrevs av Chang Jiang Tseng. Ilex euryoides ingår i släktet järnekar, och familjen järneksväxter. Inga underarter finns listade i Catalogue of Life.